# Prix Adams
Le prix Adams est attribué chaque année par la faculté de mathématiques de l'université de Cambridge et le St John's College à un jeune mathématicien du Royaume-Uni pour des travaux d'importance internationale.
Le prix est nommé en l'honneur du mathématicien John Couch Adams et est doté par le St John's College. Il a été créé en 1848 par l'Université pour commémorer la découverte de Neptune par Adams. Au départ ouvert uniquement aux diplômés de Cambridge, le prix est maintenant ouvert à tout mathématicien résidant au Royaume-Uni et âgé de moins de quarante ans. En 2004 le prix était doté de 15000 livres sterling réparties en trois tiers. La première partie est payée directement au lauréat, un deuxième tiers pour doter le fonds de recherche de l'institution dans laquelle travaille le lauréat et la dernière partie est versé à la publication d'un article d'au moins 25 pages dans un journal mathématique international majeur.
Le prix a été décerné à de célèbres scientifiques tels que James Clerk Maxwell ou William Hodge. La première femme à être récompensée fut Susan Howson de l'université de Nottingham pour ses travaux sur la théorie des nombres et les courbes elliptiques, en 2002.

## Liste des lauréats
- 1850 : Robert Peirson
- 1857 : James Clerk Maxwell[2]
- 1865 : Edward Walker
- 1871 : Isaac Todhunter
- 1877 : Edward Routh
- 1882 : Joseph John Thomson
- 1893 : John Henry Poynting
- 1899 : Joseph Larmor et Gilbert Walker
- 1901 : Hector Munro Macdonald
- 1907 : Ernest William Brown
- 1909 : George Schott
- 1911 : Augustus Edward Hough Love[3]
- 1913 : Samuel McLaren et John William Nicholson
- 1915 : Geoffrey Ingram Taylor
- 1917 : James Jeans[4]
- 1919 : John William Nicholson
- 1922 : Joseph Proudman
- 1924 : Ralph Fowler
- 1926 : Harold Jeffreys
- 1928 : Sydney Chapman
- 1930 : Abram Besicovitch
- 1932 : Alan Herries Wilson
- 1934 : Sydney Goldstein
- 1936 : William Hodge
- 1940 : Harold Davenport
- 1942 : Homi Jehangir Bhabha
- 1947 : Desmond B. Sawyer[5]
- 1948 : John Charles Burkill, Subrahmanyan Chandrasekhar, Walter Hayman et John Macnaghten Whittaker
- 1950 : George Batchelor, William Reginald Dean et Leslie Howarth
- 1952 : Bernhard Neumann
- 1955 : Harold Gordon Eggleston
- 1958 : Paul Taunton Matthews, Abdus Salam et John G. Taylor
- 1960 : Vasant Shankar Huzurbazar (en) et Walter L. Smith (en)
- 1962 : John Ringrose
- 1964 : James Oldroyd et Owen Phillips
- 1966 : Stephen Hawking et Roger Penrose
- 1967 : Jayant Narlikar
- 1970 : Robert Burridge, Leslie John Walpole et John R. Willis (en)
- 1972 : Alan Baker, Christopher Hooley et Hugh Montgomery
- 1974 : John Fitch (en) et David Barton
- 1976 : Tim Pedley
- 1978 : Al Mees
- 1981 : Michael E. McIntyre (en) et Brian Kennett[6]
- 1982 : Dan Segal, Martin J. Taylor, Gordon James, Steve Donkin et Aidan Schofield
- 1984 : Bernard Carr
- 1986 : Brian Ripley
- 1992 : Paul Glendinning
- 2001 : Sandu Popescu (en)[7]
- 2002 : Susan Howson
- 2003 : David Hobson[8]
- 2004 : Dominic Joyce[9]
- 2005 : Mihalis Dafermos et David Stuart
- 2006 : Jonathan Sherratt[10]
- 2007 : Paul Fearnhead (en)
- 2008 : Tom Bridgeland et David Tong (en)[11]
- 2009 : Raphaël Rouquier[12]
- 2010 : Jacques Vanneste (en)[13]
- 2011 : Harald Helfgott et Tom Sanders[14]
- 2012 : Sheehan Olver et Françoise Tisseur
- 2013 : Ivan Smith (en)[15]
- 2014 : non décerné
- 2015 : Arend Bayer et Thomas Coates[16]
- 2016 : Clément Mouhot[17]
- 2017 : Graham Cormode et Richard Samworth (en)[18]
- 2018 : Claudia de Rham et Gustav Holzegel[19]
- 2019 : Heather Harrington et Luitgard Veraart[20].
- 2020  : Konstantin Ardakov (en) et Michael Wemyss[21]
- 2021 : Mahir Hadžić et Jeffrey Galkowski[22]
- 2022 : Jack Thorne[23]
- 2023 : Anne Cori et Adam Kucharski[24]
- 2024 : Soheyla Feyzbakhsh[25] et Nick Sheridan (de)[26].